# Bombylius kozlovi
Bombylius kozlovi är en tvåvingeart som beskrevs av Paramonov 1926. Bombylius kozlovi ingår i släktet Bombylius och familjen svävflugor. Inga underarter finns listade i Catalogue of Life.